# Lomaptera lutea
Lomaptera lutea är en skalbaggsart som beskrevs av Oliver Erichson Janson 1905. Lomaptera lutea ingår i släktet Lomaptera och familjen Cetoniidae. Utöver nominatformen finns också underarten L. l. weiskei.